# Article 8 de la Convention européenne des droits de l'homme
L'article 8 de la Convention européenne des droits de l'homme (CEDH) énonce le droit de toute personne au respect « de sa vie privée et familiale, de son domicile et de sa correspondance » . Il s'agit d'un grand champ d'application et d'une protection très étendue. L'article 8 protège notamment les individus contre les ingérences arbitraires de l'État. Il couvre divers aspects de la vie privée, tels que les relations familiales, les communications personnelles, le domicile et tout ce qui concerne la sphère privée d'une personne.
Cependant, l'article 8 ne garantit pas un droit absolu au respect de la vie privée. Des restrictions étatiques sont admises, mais elles doivent respecter certaines conditions; l'al. 2 les énonce. Celles-ci sont admises si elles sont « prévues par la loi » et « nécessaires, dans une société démocratique » afin d'atteindre des objectifs précis, tels que la sécurité nationale, la protection de l'ordre public ou la défense des droits et des libertés d'autrui. L'article 8 établit clairement une protection contre les immixtions illégales dans la vie privée des personnes.
Compte tenu de l'étendue du droit protégé, la jurisprudence de la Cour européenne des droits de l'homme (CourEDH) joue un rôle clé dans l'interprétation et l'application de l'article 8. Les décisions de la CourEDH établissent des principes directeurs auxquels les États membres doivent se conformer. La CourEDH examine chaque cas particulier en évaluant la nécessité et la proportionnalité de l'ingérence par rapport à l'objectif poursuivi par l'État.
En autre, il est important de souligner que l'article 8 est souvent invoqué en combinaison avec d'autres droit protégés dans la Convention, comme la liberté d'expression (art. 10 CEDH) ou le droit à la liberté de pensée, de conscience et de religion (art. 9 CEDH).
Entre autres aspects, la jurisprudence actuelle montre un élargissement de la notion de « vie privée et familiale » qui bénéficie principalement aux étrangers mais aussi dans une certaine mesure aux personnes LGBTQIA+. En effet, si la Cour reconnait l’existence d'une vie familiale dans un couple homosexuel, elle n'impose pas aux États de réaliser une égalité de traitement avec les couples de sexe différent et notamment dans le domaine du mariage.

## Texte de l'article
« Droit au respect de la vie privée et familiale
1. Toute personne a droit au respect de sa vie privée et familiale, de son domicile et de sa correspondance.
2. Il ne peut y avoir ingérence d'une autorité publique dans l'exercice de ce droit que pour autant que cette ingérence est prévue par la loi et qu'elle constitue une mesure qui, dans une société démocratique, est nécessaire à la sécurité nationale, à la sûreté publique, au bien-être économique du pays, à la défense de l'ordre et à la prévention des infractions pénales, à la protection de la santé ou de la morale, ou à la protection des droits et libertés d'autrui. »

— Article 8 de la Convention européenne de sauvegarde des droits de l'homme et des libertés fondamentales

### Origine
Cet article s'inspire principalement de l'article 12 de la Déclaration universelle des droits de l'homme rédigée en 1945 dans le cadre de l'Organisation des Nations unies : 
« Nul ne sera l'objet d'immixtions arbitraires dans sa vie privée, sa famille, son domicile ou sa correspondance, ni d'atteintes à son honneur et à sa réputation. Toute personne a droit à la protection de la loi contre de telles immixtions ou de telles atteintes. »
— Article 12 de la Déclaration universelle des droits de l'homme
Dans les travaux préparatoire de l'article 8 d'autres sources sont cités. Ces textes proviennent du Mouvement européen.

## Domaine de réglementation
L'article 8 couve quatre domaines de protection: le droit au respect de la vie privée, le droit au respect de la vie familiale, le droit au respect du domicile et le droit au respect de la correspondance. Il peut s’avérer difficile, dans des situations spécifiques, de déterminer quel droit on doit invoquer. Toutefois il est important de les distinguer.
Droit au respect de la vie privée
Le droit au respect de la vie privée est un concept très large qui ne peut pas faire l’objet d’une définition exhaustive. Toutefois, dans un arrêt phare, la Cour européenne des droits de l’homme a expliqué ce qu’il suit :  
Elle recouvre l'intégrité physique et morale de la personne (…). Elle peut parfois englober des aspects de l'identité physique et sociale d'un individu (…). Des éléments tels, par exemple, l'identification sexuelle, le nom, l'orientation sexuelle et la vie sexuelle relèvent de la sphère personnelle protégée par l'article 8 (…). Cette disposition protège également le droit au développement personnel et le droit d'établir et entretenir des rapports avec d'autres êtres humains et le monde extérieur (…). Bien qu'il n'ait été établi dans aucune affaire antérieure que l'article 8 de la Convention comporte un droit à l'autodétermination en tant que tel, la Cour considère que la notion d'autonomie personnelle reflète un principe important qui sous-tend l'interprétation des garanties de l'article 8.
Le droit au respect de la vie privée couvre donc un large éventail d’aspects liés à la vie privée d’un individu. Dans sa jurisprudence, la CourEDH a pu définir plusieurs aspects de manière plus approfondie. Afin de donner quelque exemples pratiques, on peut mentionner l'intégrité corporelle et psychique d'un individu, la protection des relations sexuelles consensuelles, la protection de l'identité.
Droit au respect de la vie familiale
Ce droit assure la préservation des liens familiaux et la stabilité des relations entre les membres d’une famille. Il concerne non seulement les relations entre parents et enfants, ainsi que les liens conjugaux, mais englobe également les relations avec les membres élargis de la famille, incluant des liens liés à la protection, la tutelle ou l’adoption. Dans ce contexte, l'une des obligations positives de l'État est de veiller à ce que les relations entre les membres d'une famille puissent se développer normalement.
Droit au respect du domicile
Ce droit protège le lieu où normalement une personne conduit la vie privée et la vie familiale. Chaque individu doit pouvoir en profiter sans interférences.
Définition du « domicile » : les logements familiaux, mais aussi le bureau d’une profession libérale comme aussi des locaux commerciaux. Aussi les logements secondaires et les logements des vacances bénéficient de la protection. En outre, il inclut aussi le droit à la confidentialité de ces lieux, il va au-delà de la simple protection physique.
Droit au respect de la correspondance
Ce droit vise à préserver la confidentialité des échanges entre individus et à empêcher les interceptions ou les écoutes illégales de ces communications. On peut définir ce qu'on entend généralement par correspondance, notamment: appels téléphoniques, lettres et e-mails.
L’applicabilité de ce droit a été objet de plusieurs arrêts portant sur des écoutes et autres formes d'interceptions.

## Conditions aux ingérences étatiques
Avant d'aborder les conditions des ingérences étatiques, une petite clarification théorique s’avère nécessaire. En effet, l’article 8 prémunit pour l’essentiel l’individu contre des ingérences arbitraires d’une autorité publique. Toutefois, dans certaines constellations les États ont l'obligation d'agir. La distinction entre obligation positive et négative de l’État est donc essentielle.
Une obligation positive implique l’adoption des mesures visant au respect du droit, jusque dans les relations des individus entre eux. En revanche, une obligation négative impose à l’État de s’abstenir de certaines ingérences.
Toute atteinte aux droits protégés par l’art. 8 CEDH ne constitue pas nécessairement une violation de celui-ci. En effet, une violation découle d’une atteinte non justifiée. Afin d’être qualifié de justifiée, une atteinte doit respecter les deux conditions posées par l’art. 8 al. 2 CEDH, et doit notamment reposer sur une base légale et être nécessaire dans une société démocratique. Il en résulte les conditions cumulatives suivantes :
Premièrement, l’ingérence doit être prévue par la loi, c’est-à-dire qu'elle doit reposer sur une base légale. Celle-ci doit être claire (compréhensible), prévisible et accessible. En d’autres termes, les individus doivent avoir la possibilité d’agir dans le respect de la loi.
Deuxièmement, l’ingérence doit poursuivre un objectif légitime, tel que la sécurité nationale, la sûreté publique, la défense de l’ordre, la prévention des infractions pénales, la protection de la santé ou de la morale, ou encore la protection des droits et libertés d’autrui. Cela implique que les États poursuivent un besoin social impérieux.
Troisièmement, l’ingérence doit être nécessaire dans une société démocratique, c’est-à-dire, qu'elle doit être proportionnée à l’objectif poursuivi. Elle ne doit pas être excessive par rapport aux avantages attendus.
Ces conditions, définies à l’al. 2 de l’article 8, sont essentielles pour équilibrer les intérêts individuels et ceux de la société dans son ensemble. Elles fournissent un outil précieux pour évaluer la légitimité des atteintes étatiques à la vie privée et familiale des individus.

## Jurisprudence
- 18 février 1991, Moustaquim c. Belgique. L'éloignement d'un étranger peut constituer une violation de l'article 8[20].
- 25 mars 1992, Botella c. France. La requérante souhaitant changer son sexe sur son état civil s'appuie sur cet article 8. Elle estime que sa situation quotidienne et globale est incompatible avec le respect dû à la vie privée et que l'article 8 a été violé. Il y a ici une rupture entre l'intérêt général et l'intérêt individuel[21].
- 13 février 2003, Odièvre c. France : l'accouchement sous X, tel que pratiqué en France depuis la loi du 2 janvier 2002 (instaurant un Conseil national pour l'accès aux origines personnelles, permettant, si la mère est d'accord, de lever le secret des origines) n'est pas contraire au droit à la vie privée, et équilibre les intérêts et les droits en présence (notamment le droit à la vie privée de l'enfant et celui de la mère, ainsi que le droit à la vie de cette dernière).
- 12 juin 2003 Van Kuck c. Allemagne La chirurgie de réattribution sexuelle est un traitement nécessaire et le refus d'en payer les frais est une violation du droit à la détermination de soi du transsexuel qui constitue la violation de l'article 8.
- 2 juin 2005, Znamenskaya c. Russie de 2005 : condamnation de la Russie pour violation de la vie privée et familiale de la mère, en raison du refus de rendre à un enfant mort-né sa véritable filiation paternelle[22] (cf. acte d'enfant sans vie en droit français).
- 1er juillet 2008, Liberty & autres contre Royaume-Uni, concernant l'interception de communications, par l'agence de renseignement GCHQ, émises depuis et vers la république d'Irlande[23].
- 12 janvier 2010, Gillan et Quinton c. Royaume-Uni (no 4158/05): condamnation du Royaume-Uni pour violation de l'art. 8 et critique de l'art. 44 du Terrorism Act de 2000, comparable aux contrôles d'identité sur réquisition du procureur (mais avec moins de limites).
- 22 mars 2012, Konstantin Markin c. Russie : condamnation pour violation des art. 8 et 14 en raison d'un refus d'accorder un congé parental à un militaire, qui officiait en tant qu'opérateur radio.
- 7 septembre 2013, Vallianatos et autres c. Grèce : l'État qui, créant une union civile, refuse de l'ouvrir aux couples de même sexe commet une violation des articles 8 et 14 de la Convention[24].
- 13 juillet 2021, Fedotova et autres c. Russie: l'État doit accorder une "reconnaissance et protection des couples homosexuels" en laissant une "marge d'appréciation pour choisir la forme la plus appropriée d'enregistrement des unions homosexuelles".
- 31 janvier 2023, Y c. France : Le refus d'apposer la mention "sexe neutre" ou "intersexe" sur l'acte de naissance d'une personne intersexuée n'est pas une violation de son droit à la vie privée et familiale[25].

### Liberty et autres c. Royaume-Uni
La Cour européenne des droits de l'homme a donné gain de cause, le 1er juillet 2008, aux ONG Liberty Human Rights, le British Irish Rights Watch et le Irish Council for Civil Liberties, qui avaient porté plainte contre le Royaume-Uni, en 2000, à la suite de l'interception illégale de communications terrestres par l'agence de renseignement GCHQ, de 1990 à 1998,. Le GCHQ interceptait toutes les communications terrestres (fax, emails, télex et communications informatiques) entrant et sortant de la République irlandaise via la tour de Capenhurst, située dans une centrale nucléaire et fonctionnant 24 heures sur 24. Outre des informations sur le terrorisme, la tour de Capenhurst servait à l'espionnage économique ainsi qu'à l'interception des communications diplomatiques de l'Irlande et des communications personnelles de résidents irlandais notables, à l'aide de listes ciblées de numéros de téléphone ou de systèmes de reconnaissance vocale.
Les ONG affirmaient que l'article 8 de la Convention avait été violé, notamment du fait d'imprécisions dans la formulation de la loi de 1985 régulant les interceptions de communications (Interception of Communications Act 1985).

### Von Hannover c. Allemagne
Les arrêts Von Hannover contre Allemagne sont deux arrêts de la Cour européenne des droits de l'homme (CEDH) rendus en 2004 et 2012, opérant une conciliation entre la liberté de la presse et le droit au respect de la vie privée, s’agissant de la révélation de détails intimes de célébrités. Il s’agit des arrêts :
- Von Hannover c. Allemagne du 24 septembre 2004, rendu par la troisième section de la Cour, dans l’affaire no 59320/00
- Et Von Hannover c. Allemagne (no 2) du 7 février 2012, rendu par la Grande Chambre, dans les affaires no 40660/08 et no 60641/08.

La vie privée de la princesse Caroline de Hanovre (précédemment Caroline de Monaco) a souvent fait l'objet d'une couverture par la presse people. Depuis le début des années 1990, la princesse a mené des actions en justice contre la publication de photos de sa vie privée par des paparazzis, avec l'aide d'avocats, en commençant au niveau des tribunaux en Allemagne. Plusieurs procès réalisés devant la Cour fédérale de justice et la Cour constitutionnelle fédérale allemandes avaient fait primer  dans ces affaires la liberté d’expression des journaux poursuivis.

### Klimaseniorinnen co. Suisse
Verein Klimaseniorinnen Schweiz et autres contre Suisse est une décision rendue le 9 avril 2024 par la Cour européenne des droits de l'homme, à la suite d'une requête déposée par l'association Aînées pour la protection du climat Suisse, qui rassemble des retraitées suisses de plus de 64 ans visant notamment à faire valoir leur droit à la santé.   